# Reisseronia gertrudae
Reisseronia gertrudae är en fjärilsart som beskrevs av Leo Sieder 1962. Reisseronia gertrudae ingår i släktet Reisseronia och familjen säckspinnare. Inga underarter finns listade.